# Wilhelm Bartman

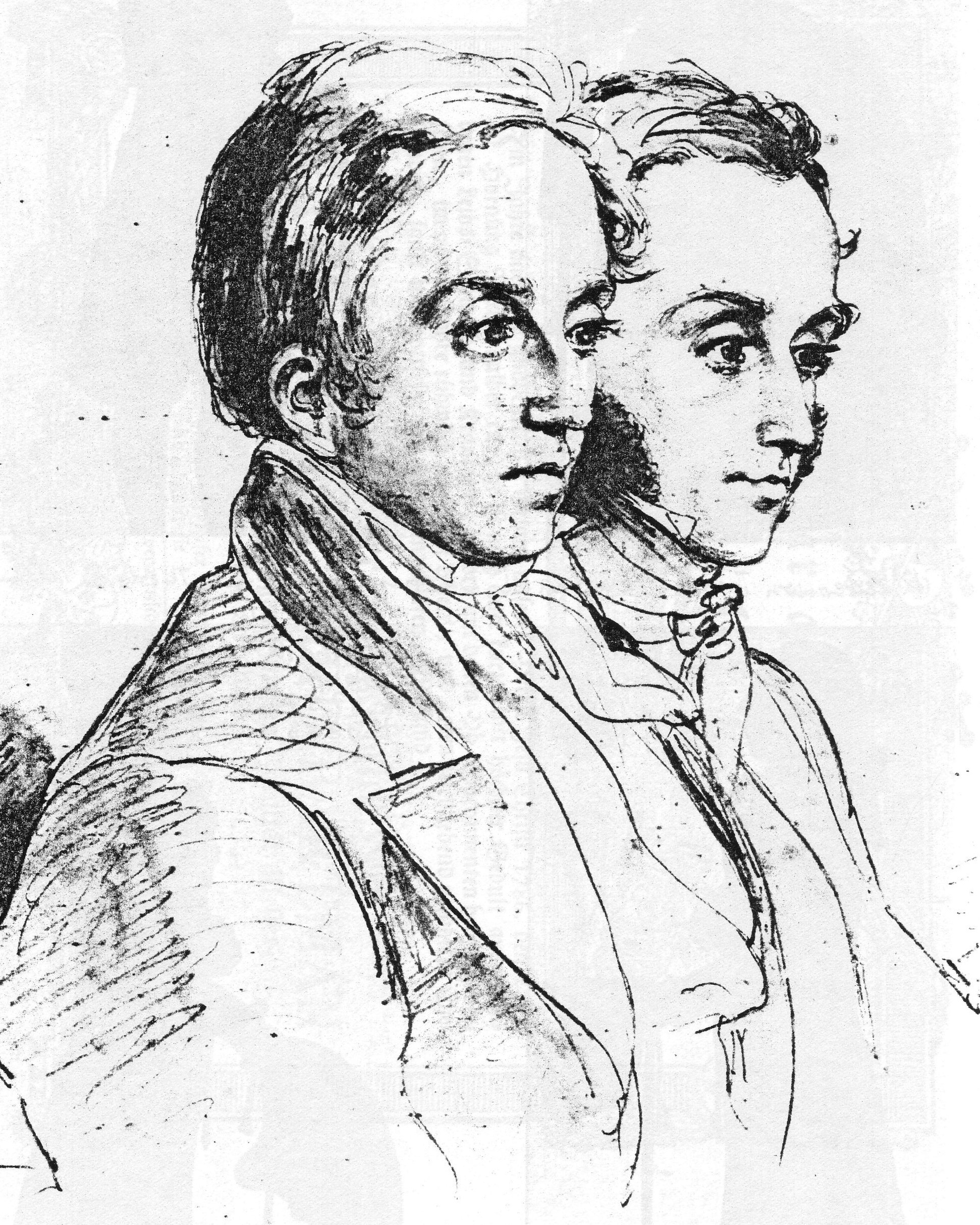
Christian und Wilhelm Bartman Zeichnung von Wilhelm Hensel 1843

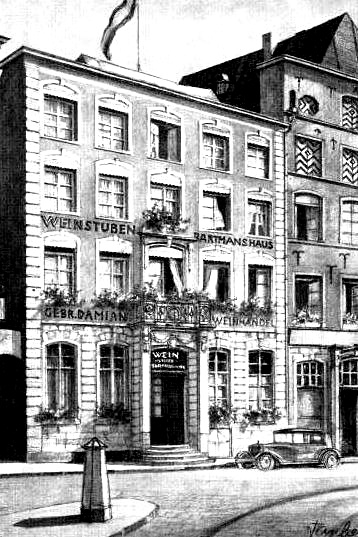
Bartmanshaus am Heumarkt um 1930

Wilhelm Franz Aloys Joseph Bartman (* 27. Juni 1798 in Köln; † 8. Februar 1885 ebenda) war ein Kölner Kaufmann und Unternehmer.

## Leben
Wilhelm Bartman war das siebte von acht Kindern des Kölner Kaufmanns Franciscus Xaverius Josephus Bartman und dessen Frau Maria Elisabeth Lyversberg, der Schwester des Kölner Tabakgroßhändlers und Kunstsammlers Jacob Lyversberg. Sein Großvater war der Kölner Rechtsgelehrte und Hochschullehrer Theodor Burchard Bartman. Wilhelm wuchs in der Kölner Altstadt auf, wo die Familie das Haus Alter Markt 47 sowie dahinter stehende Haus Bürgerstraße 12 besaß. Wie seine älteren Brüder Hermann-Joseph und Christian wurde Wilhelm Kaufmann. Am 24. Juni 1833 starb sein Vater, woraufhin die aus seiner Mutter und seinen Geschwistern bestehende Erbengemeinschaft ihre Häuser am Alten Markt am 7. Oktober 1834 versteigern ließen.
Nach dem Tode seines Onkels Jacob Lyversberg übernahm er um 1840 dessen Tabak- und Weinhandelsgeschäft und verlegte es unter dem Namen Bartman-Lyversberg in sein Elternhaus Heumarkt 76. Er gehörte zu den vermögenden Kölner Bürgern, blieb aber unverheiratet und betätigte sich ehrenamtlich für das Wohl seiner Stadt. 1842 wurde er in den ersten Vorstand des Zentral-Dombau-Vereins zu Köln gewählt.
Aufgrund des frühen Todes seines jüngeren Bruders Everhard 1842, dessen Frau bereits ein Jahr zuvor gestorben war, übernahm er die Vormundschaft für dessen zwischen 2½ und 5½ Jahre alten Kinder Maria Elisabeth (Elise), Hermann Joseph und Franz Franz Aloys und konnte Luise Hensel als deren Erzieherin und Haushälterin gewinnen. Sie zog am 30. November 1842 an den Heumarkt 76 und wohnte dort bis Ende 1849. Auch danach blieb sie der Familie im Briefwechsel und regelmäßigen gegenseitigen Besuchen als „mütterliche Freundin“ und „alte Pflegemutter“ verbunden und pflegte Wilhelm während einer schweren Krankheit 1859.
Nach seinem Tod 1885 wurde das Geschäft zunächst von seinem Neffen Joseph einige Jahre weitergeführt. Später erwarb die Weinhandlung der Gebrüder Damian aus Ahrweiler das Haus am Heumarkt, das inzwischen die Nummer 52 hatte, und richteten dort die Gaststätte „Weinstuben Bartmanshaus“ ein.